# Heliophanus nitidus
Heliophanus nitidus este o specie de păianjeni din genul Heliophanus, familia Salticidae. A fost descrisă pentru prima dată de Lucas, 1846. Conform Catalogue of Life specia Heliophanus nitidus nu are subspecii cunoscute.